# Sable (EP)
Pour les articles homonymes, voir Sable (homonymie).
Albums de Bon Iver
I, I
(2019)
Sable (stylisé SABLE, ) est le deuxième EP du groupe indie folk américain Bon Iver, sorti le 18 octobre 2024 sur le label Jagjaguwar.
Produit par Justin Vernon et Jim-E Stack, l'EP marque un retour à l'esthétique indie folk épurée des premiers projets de Vernon, For Emma, Forever Ago (2007) et Blood Bank (2009).

## Sortie
Sable a été officiellement annoncé le 20 septembre 2024. Le single « S P E Y S I D E » est sorti le même jour, accompagné d'un clip vidéo en noir et blanc, mettant en scène Vernon et réalisé par Erinn Springer.

## Réception
Brady Brickner-Wood de Pitchfork a écrit : « Dans une suite émouvante de chansons sur la solitude et la déception, Justin Vernon distille les plaisirs familiers de son œuvre extraordinaire avec clarté et confiance. »  Emma Keates de The AV Club a écrit : « Les trois nouveaux morceaux de SABLE [...] sont les plus vivants que Vernon ait sortis depuis des années. » 

## Liste des pistes
| 1.    | ...                                | 0:12 |
| 2.    | THINGS BEHIND THINGS BEHIND THINGS | 3:20 |
| 3.    | S P E Y S I D E                    | 3:29 |
| 4.    | AWARDS SEASON                      | 5:16 |
| 12:17 |                                    |      |